# Adoratopsylla
Adoratopsylla är ett släkte av loppor. Adoratopsylla ingår i familjen mullvadsloppor.
Kladogram enligt Catalogue of Life:
| Adoratopsylla | \| \| Adoratopsylla antiquorum \| \| \| \| \| \| Adoratopsylla bisetosa \| \| \| \| \| \| Adoratopsylla dilecta \| \| \| \| \| \| Adoratopsylla intermedia \| \| \| \| \| \| Adoratopsylla sinuata \| \| \| \| |
|               | \| \| Adoratopsylla antiquorum \| \| \| \| \| \| Adoratopsylla bisetosa \| \| \| \| \| \| Adoratopsylla dilecta \| \| \| \| \| \| Adoratopsylla intermedia \| \| \| \| \| \| Adoratopsylla sinuata \| \| \| \| |
|               | Adoratopsylla antiquorum |
|               | |
|               | Adoratopsylla bisetosa |
|               | |
|               | Adoratopsylla dilecta |
|               | |
|               | Adoratopsylla intermedia |
|               | |
|               | Adoratopsylla sinuata |
|               | |